# Ipomopsis macrosiphon
Ipomopsis macrosiphon är en blågullsväxtart som först beskrevs av Thomas Henry Kearney och Peebles, och fick sitt nu gällande namn av Verne Edwin Grant och D.H. Wilken. Ipomopsis macrosiphon ingår i släktet Ipomopsis och familjen blågullsväxter. Inga underarter finns listade i Catalogue of Life.